# Staatliche Bibliothek Regensburg
Die Staatliche Bibliothek Regensburg (SBR) ist eine öffentlich zugängliche wissenschaftliche Bibliothek geisteswissenschaftlicher Prägung in der Trägerschaft des Freistaates Bayern. Sie ist die Regionalbibliothek des Freistaates Bayern für den Regierungsbezirk Oberpfalz. Ihre vorgesetzte Dienstbehörde ist die Bayerische Staatsbibliothek.
Als wissenschaftliche Bibliothek steht sie allen Interessenten aus der Region für wissenschaftliche Zwecke sowie der beruflichen Arbeit und der Fortbildung zur Verfügung.
Zum Sammelauftrag der Bibliothek gehört die Beschaffung, bibliografische Erschließung und Archivierung von Publikationen über Regensburg und den Regierungsbezirk Oberpfalz.
Seit dem 1. Januar 1987 werden bei der Staatlichen Bibliothek Regensburg überdies auf der Grundlage des bayerischen Gesetzes über die Ablieferung von Pflichtstücken vom 6. August 1986 die Pflichtexemplare aus dem Regierungsbezirk Oberpfalz gesammelt, erschlossen und dauerhaft archiviert.

## Bestände
Die Bibliothek besitzt circa 500.000 Medieneinheiten (Druckschriften, Karten, digitale Medien, Mikroformen etc.). Regionale Literatur zu Regensburg und der Oberpfalz (über 5.500 Titel) wird überdies in einem eigenen Regionallesesaal bereitgehalten.
Die Staatliche Bibliothek Regensburg stimmt sich im Bestandsaufbau eng mit der Universitätsbibliothek Regensburg sowie der Bibliothek der Ostbayerischen Technischen Hochschule (OTH) Regensburg ab. Dabei werden neben der regionalkundlichen Literatur sowie den für die Sondersammlungen einschlägigen Werken insbesondere Gebiete gepflegt, die sowohl bei der Universitätsbibliothek als auch bei der Bibliothek der OTH in geringerem Umfang beschafft, aber dennoch in der Bevölkerung nachgefragt werden.

### Schätze
Neben 1.132 Inkunabeln verwahrt die Bibliothek zahlreiche weitere Schätze; darunter etwa 7.000 Karten vom 16. bis zum 19. Jahrhundert, circa 1000 Handschriften vornehmlich zur Regensburger Geschichte sowie zahlreiche Autographen (zum Beispiel Martin Luther, Max Reger) und Nachlässe (zum Beispiel Heinz Schauwecker oder Emmi Böck oder auch Eduard von Schenk).

## Einbeziehung in das Google Books Projekt
2014 gab die Bibliothek bekannt, dass sie an Google books teilnimmt. Die Digitalisierung wurde Ende 2015 abgeschlossen. Somit sind 70.000 Bände des urheberrechtsfreien Altbestands nun online verfügbar.

## Benutzung
In den Lesesälen werden aktuell etwa 20.000 Titel aus vielen Wissensgebieten präsent gehalten.
Literatur, die nicht älter als 100 Jahre ist, kann in der Regel nach Hause entliehen werden. Die Bereitstellungszeit der im eigenen Haus magazinierten Bestände liegt dabei in der Regel bei etwa einer Stunde. Ein lokaler Ausleihverbund mit der Universitätsbibliothek Regensburg und der Bibliothek der OTH Regensburg ermöglicht es, ausleihbare Literatur dieser Bibliotheken an die Staatliche Bibliothek zu bestellen und hier auch zu entleihen. Umgekehrt können auch die entleihbaren Bestände der Staatlichen Bibliothek von den Benutzern der genannten Bibliotheken dorthin bestellt werden.

## Geschichte
Die Bibliothek wurde 1816 als königliche Bibliothek für den Regenkreis gegründet. Ihr Gründungsbestand setzte sich im Wesentlichen zusammen aus den Beständen der Bibliotheken von Schulen wie dem protestantischen Gymnasium poeticum und dem katholischen Lyzeum des Jesuitengymnasiums St. Paul, dem Vorläufer der Philosophisch-theologische Hochschule Regensburg. Diese Einrichtungen waren bereits nach dem Anschluss der freien Reichsstadt Regensburg an das Königreich Bayern im Jahre 1810 aufgelöst worden. Der Bestand umfasste ungefähr 35.000 Bände. Dazu kamen noch etwa 7.000 historische Landkarten und 15.000 Dissertationen.
Zunächst wurde die neue Bibliothek untergebracht im Gebäude der Neuen Waag auf dem Haidplatz und bezog dann 1876 ein Gebäude des ehemaligen Gymnasiums poeticum, in der Gesandtenstraße am Eck zum Poetengäßchen, wo sie sich noch heute befindet.

### Leitung
Die Bibliothek wird seit 2008 von Bernhard Lübbers geleitet.